# وليام ديماريست
وليام ديماريست (بالإنجليزية: William Demarest) مواليد 27 فبراير 1892 في سانت بول، الولايات المتحدة - الوفاة 27 ديسمبر 1983 في بالم سبرينغس، الولايات المتحدة، هو ممثل أمريكي بدأ مسيرته الفنية سنة 1920. امتدت مسيرته الفنية لأكثر من 58 عاما.

## الأعمال
- مغني الجاز
- زيجفيلد العظيم
- جوزيت
- معجزات للبيع
- السيد سميث يذهب إلى واشنطن
- ماك جنتي العظيم
- قصة جولسن
- إنه عالم مجنون مجنون مجنون مجنون
- بونانزا
- أبنائي الثلاثة

## روابط خارجية
- وليام ديماريست على موقع IMDb (الإنجليزية)
- وليام ديماريست على موقع ألو سيني (الفرنسية)
- وليام ديماريست على موقع تيرنر كلاسيك موفيز (الإنجليزية)
- وليام ديماريست على موقع أول موفي (الإنجليزية)
- وليام ديماريست على موقع قاعدة بيانات برودواي على الإنترنت (الإنجليزية)
- وليام ديماريست على موقع قاعدة بيانات الأفلام السويدية (السويدية)
- وليام ديماريست على موقع إن إن دي بي (الإنجليزية)
- وليام ديماريست على موقع ديسكوغز (الإنجليزية)
- وليام ديماريست على موقع قاعدة بيانات الفيلم (الإنجليزية)
- وليام ديماريست على موقع كينوبويسك (الروسية)